# 熊谷主膳正
熊谷 主膳正（くまがい しゅぜんのかみ）は、江戸時代初期の武士。長州藩士・熊谷氏の当主。毛利氏家臣で長州藩士。父は熊谷元貞。「主膳正」の名乗りは官途名と考えられ、諱は不詳。

## 生涯
元和5年（1619年）、長州藩士・熊谷元貞の嫡男として生まれる。
元和9年（1623年）に父・元貞が病死したため、わずか5歳で熊谷氏の当主となったが、2年後の寛永2年（1625年）7月28日に7歳で病死した。
主膳正の病死により熊谷氏は断絶の危機を迎えたが、父・元貞の叔母が杉重政に嫁いで女子を産んでいたため、その女子を宍戸広匡の次男・元実に娶せて、熊谷氏の家督を相続させた。